# Hirtodrosophila ikedai
Hirtodrosophila ikedai är en tvåvingeart som först beskrevs av Masanori Joseph Toda 1989.  Hirtodrosophila ikedai ingår i släktet Hirtodrosophila och familjen daggflugor. Inga underarter finns listade i Catalogue of Life.